# 花ボーロ
花ボーロ（はなボーロ）とは、岩岡ヒサエによる日本の漫画作品。『月刊IKKI』（小学館）にて連載された。単行本は全1巻。
本作品は、岩岡ヒサエの『月刊IKKI』初連載作品。コミックス化にあたっては、4ページのエピローグが追加されている。学校に関する1話完結型のオムニバス作品。9話から10話のみ2話構成。作品と作品は登場人物でリンクしている。
なお、第2話「オトノハコ」は、『Beth』（講談社）にて続編として連載された。

## もくじ
- 1話「教室の兎」
- 2話「オトノハコ」
- 3話「学びの庭」
- 4話「ウチマス」
- 5話「坂の上」
- 6話「夜の王国」
- 7話「悩める先生」
- 8話「カマトリさんは空を飛ぶ」
- 9話「童（わらわ）」
- 10話「花ボーロ」
- エピローグ

## 単行本
2005年11月30日発行、全1巻。ISBN 4-09-188532-2